# M'Baye Niang
 M'Baye Hamady Niang  (Meulan, Francia, 19 de diciembre de 1994) es un futbolista senegalés que juega como delantero en la U. C. Sampdoria de la Serie B.

## Trayectoria

### Inicios de su carrera
Nació en Meulan, una comuna en el departamento de Yvelines en Francia, sus padres son oriundos de Senegal. Comenzó su carrera futbolística a la edad de 7 años jugando para el club local Mureaux Basse-Seine Les. Paso dos años en el club antes de ser descubierto por los aficionados del Poissy Club. Después de escuchar al jugador a través del boca a boca, fue descubierto por exploradores del club profesional Caen de Francia, Laurent Glaize y David Lasry. Glaize indicó más adelante que antes de descubrir al jugador, se le informó que posiblemente su edad no sea la que se mencionaba sino que era más grande. 
La afirmación fue hecha principalmente debido a la altura Niang, que se situó en 1,75 metros (5 pies 9 pulgadas) cuando tenía 13 años.

### S. M. Caen
Niang se unió a la academia de S. M. Caen a la edad de 13 años después de sobresalir en un partido en el que anotó un hat-trick. Rápidamente consiguió más jerarquía como juvenil del club, a la edad de 15 años, ya estaba representando al club en el equipo sub-19. Fue descripto por el entrenador del equipo Tranchant Philippe como un jugador con "enorme potencial" y destacaba que "nunca he visto un jugador como él en el club antes". Después de pasar la segunda parte de la temporada 2009-10 en el equipo sub-19 fue promovido al equipo filial del club en el Championnat de France amateur, el cuarto nivel del fútbol francés, antes de la temporada 2010-11. Hizo su debut en el equipo reserva, el 14 de agosto de 2010 en un empate 0-0 con Avranches. En el partido siguiente del equipo contra el Moulins, Niang marcó el único gol de su equipo en el empate 1-1. El 12 de septiembre marcó los dos goles del equipo en el empate 2-2 con el equipo de reserva de clubes profesionales de Lorient. Después de convertirse en el máximo goleador del equipo tras sus primeros seis partidos, empezó a ganarse los elogios de los medios de comunicación locales que comenzaron a predecir cuando el jugador sería convocado a la selección. Comenzaron a vincularlo con varios clubes del extranjero como la Juventus y los clubes de Inglaterra, el Manchester City y Tottenham Hotspur. Los Spurs ofrecían al S. M. Caen la suma de 8 millones de € por el pase del jugador.

### A. C. Milan
Un año después de su debut en el S. M. Caen, Niang fue fichado por el Milan de Italia.
El 27 de agosto de 2012, se confirmó que Niang estaba en negociaciones con el club italiano Milan después de llegar a la ciudad y cenar con el club y el vicepresidente Adriano Galliani. Al día siguiente, el movimiento se confirmó en la página oficial de Milán. Niang firmó un contrato de tres años, mientras que la tasa de transferencia fue revelada.
El 13 de diciembre de 2012, en el quinto juego de la Ronda de Copa de Italia contra el Reggina, Niang entró como sustituto y anotó en el partido que terminó en una victoria por 3-0. El gol en el minuto 70 puso Niang en los libros de historia como el segundo goleador más joven en la historia de Milan a los 17 años y 350 días. En su cumpleaños número 18, Niang firmó una extensión de contrato con el Milan, manteniéndolo en el club hasta 2017.

### Montpellier H. S. C.
En enero de 2014, se unió al Montpellier de Francia el préstamo. Hizo 19 apariciones, anotando 4 goles.

### Genoa C. F. C.
En enero de 2015, fue cedido al compañero de club italiano de Genoa en la ventana de transferencia para el resto de la temporada. Continuó anotando 5 goles de sus 14 apariciones con Genoa antes de ser enviado de vuelta a Milán después de la lesión que sufrió.

### A. C. Milan
Niang sufrió una lesión fracturándose cuando el Milan se enfrentó al Bayern Múnich en la Copa Audi 2015, que lo puso en el banquillo durante al menos tres meses, por lo que perdería el comienzo de la temporada 2015-16.
Regresó al campo en el empate 1-1 contra el Torino.
Marcó su primer doblete en la Serie A para el Milan cuando se enfrentó a Sampdoria con un triunfo por 4-1, el 28 de noviembre de 2015 en el Estadio San Siro.

### Watford F. C.
El 26 de enero de 2017 es oficializado como nuevo jugador del Watford de la Premier League, cedido por seis meses desde el Milan.

### Torino F. C.
En el verano boreal de 2017 llega libre al Torino por parte del Milan.

### Rennes
El 31 de agosto de 2018, el Rennes hizo oficial su llegada como cedido por una temporada.

## Selección nacional
Representó a Francia internacionalmente en las categorías sub-16, sub-17, sub-21. En diciembre de 2009 obtuvo su primer encuentro internacional jugando en la selección sub-16 convocado por el entrenador Patrick Gonfalone para el partido amistoso contra Bélgica partido que ganaría Francia por 4-1. En el segundo partido contra Bélgica celebró dos días después, anotó el único gol en la victoria por 1-0. Niang volvió al equipo sub-16 en enero de 2010 para participar en la edición 2010 de la Copa del Egeo en Turquía. Durante la copa disputaría los cuatro de Francia. Anotó dos goles, tanto en la fase de grupos en las victorias sobre la República Checa y Rumania, finalmente Francia ganó la competición tras derrotar a los anfitriones por 3-1 en la final para convertirse en bicampeones. 
En sub-17 fue uno de los primeros jugadores llamados por el entrenador Patrick Gonfalone e hizo su debut en un torneo europeo en Serbia en el partido de la fase de grupos contra los anfitriones. En calificación por la primera ronda para el Europeo 2011 Sub-17 apareció en los tres partidos de la fase de grupos como Francia terminó la ronda en segundo lugar por detrás de Italia. A pesar de aparecer en los primeros ocho partidos del equipo, Gonfalone no llamó Niang de nuevo para el equipo sub-17. Él, posteriormente, se perdió tanto europeos de la UEFA Sub-17 Campeonato de Fútbol y 2011 Copa Mundial Sub-17 Copa del Mundo.
Jugó la Copa Mundial de Fútbol de 2018 disputada en Rusia, siendo una de las figuras de la selección de Senegal. Marcó un gol en la victoria por 2 a 1 sobre Polonia que no le alcanzó a Senegal para pasar de la primera fase, pero sí para ser el mejor equipo africano del Mundial.

## Clubes
- Actualizado el 18 de febrero de 2024.

| Club                          | País                | Año                 | Partidos | Goles |
| ----------------------------- | ------------------- | ------------------- | -------- | ----- |
| S. M. Caen                    | Francia             | 2011-2012           | 30       | 5     |
| A. C. Milan                   | Italia              | 2012-2017           | 81       | 15    |
| Montpellier H. S. C. (cedido) | Francia             | 2014                | 22       | 5     |
| Genoa C. F. C. (cedido)       | Italia              | 2015                | 14       | 5     |
| Watford F. C. (cedido)        | Inglaterra          | 2017                | 16       | 2     |
| Torino F. C. (cedido)         | Italia              | 2017-2018           | 29       | 4     |
| Stade Rennais F. C.           | Francia             | 2018-2021           | 105      | 33    |
| Al-Ahli Saudi F. C. (cedido)  | Arabia Saudita      | 2021                | 5        | 0     |
| F. C. Girondins de Burdeos    | Francia             | 2021-2022           | 23       | 7     |
| A. J. Auxerre                 | Francia             | 2022-2023           | 32       | 7     |
| Adana Demirspor               | Turquía             | 2023-2024           | 20       | 8     |
| Empoli F. C.                  | Italia              | 2024                | 14       | 6     |
| Wydad Casablanca              | Marruecos           | 2024                |          |       |
| U. C. Sampdoria               | Italia              | 2025-               |          |       |
| Total en su carrera           | Total en su carrera | Total en su carrera | 398      | 96    |

## Palmarés

### Títulos nacionales
| Título              | Club                | País    | Año  |
| ------------------- | ------------------- | ------- | ---- |
| Supercopa de Italia | A. C. Milan         | Italia  | 2016 |
| Copa de Francia     | Stade Rennais F. C. | Francia | 2019 |

### Distinciones individuales
| Distinción                                       | Año  |
| ------------------------------------------------ | ---- |
| MVP contra Polonia en la Copa Mundial de Fútbol. | 2018 |